# 銀葉蕨旗

紐西蘭國旗公投最終的候選方案

最通用的銀葉蕨旗圖案，和紐西蘭國家橄欖球隊的圖案類似

銀葉蕨旗（Silver fern flag）是指在設計中使用了銀葉蕨圖案的旗幟，通常為黑底白色銀葉蕨設計。銀葉蕨旗大多和紐西蘭有關，被廣泛運用在紐西蘭各種國家體育代表隊中。1980年莫斯科奧運會時，因紐西蘭政府抵制，运动员代表未使用紐西蘭國旗而是使用銀葉蕨旗作为标识出場。紐西蘭國旗公投中的候選方案也使用了銀葉蕨圖案。